# Nikolai Vassíliev
Nikolai Aleksàndrovitx Vassíliev - (rus) Николай Александрович Васильев - (11 de juliol de 1880, Kazan - † 31 de desembre de 1940) fou un lògic, filòsof, sociòleg i poeta rus simbolista, precursor de la lògica paraconsistent i de la lògica polivalent.

## Primers anys
El seu pare era professor de matemàtiques, Aleksandr Vassíliev, i el seu avi sinòleg, Vassili Vassíliev, i el seu besavi astrònom, Ivan Simónov, qui va treballar amb Nikolai Lobatxevski.
Desitjant ser psicòleg, Vassíliev va entrar el 1906 a la facultat de medecina i filologia històrica a la Universitat de Kazan, on li van oferir un càrrec com a docent privat.
Quan era estudiant, Vassíliev va interessar-se per la poesia i pel simbolisme, va escriure i publicar alguns llibres de poemes, com per exemple L'anhel per l'eternitat, i va traduir poemes d'Émile Verhaeren i d'Algernon Swinburne.

## Aportacions a la lògica
Va començar a dedicar-se completament a la lògica el 1908. El 18 de maig del 1910 Vassíliev va dictar una conferència sobre els judicis parcials, sobre el triangle d'oposats i sobre la llei del quart exclòs, per primer cop la idea d'una lògica no-aristotèlica, lliure del principi del tercer exclòs i del principi de no contradicció. Raonant per analogia amb el de la geometria no euclidiana de Lobatxevski, Vassíliev va anomenar la seva nova lògica "imaginària", per afirmar que era vàlida en aquells mons on les lleis abans citades no se sostenien, perquè els éssers tenien altres tipus de sensacions. Va distingir nivells de raonament lògic i va introduir la noció de metalògica.
Vassíliev va viatjar del 1912 al 1913 per Europa, principalment per Alemanya, i va publicar les seves obres més conegudes, Lògica i Metalògica i Lògica imaginària. Va construir la lògica no-aristotèlica emprant els conceptes i els mètodes de raonament de la lògica d'Aristòtil, de les fites de la lògica matemàtica i sempre va estudiar amb esma les obres d'Ernst Schröder, però no va intentar formalitzar la lògica imaginària.

## Últims anys
El 1914, en esclatar la Primera Guerra Mundial, Vassíliev fou reclutat per l'exèrcit del tsar, i va quedar afectat mentalment. Tanmateix, va aconseguir tornar a ensenyar a la Universitat de Kazan, però el 1922 va ser jubilat forçosament, quan tenia només 42 anys, i va passar els següents 20 anys a un hospital psiquiàtric.
Les idees pioneres de Vassíliev foren redescobertes el 1960 i conformen la base de la lògica paraconsistent. Diversos experts consideren que la seva obra fou també una aportació a la lògica polivalent.